# Ethynol
Ethynol (nebo hydroxyacetylen, ethynylalkohol) je alkynový alkohol se vzorcem C2H2O. Je to méně stabilní tautomer ethenonu.
Při nízké teplotě v pevné argonové matrici je možné převést ethenon na ethynol.